# Baroa javanica
Baroa javanica là một loài bướm đêm thuộc phân họ Arctiinae, họ Erebidae.